# Scharaschka

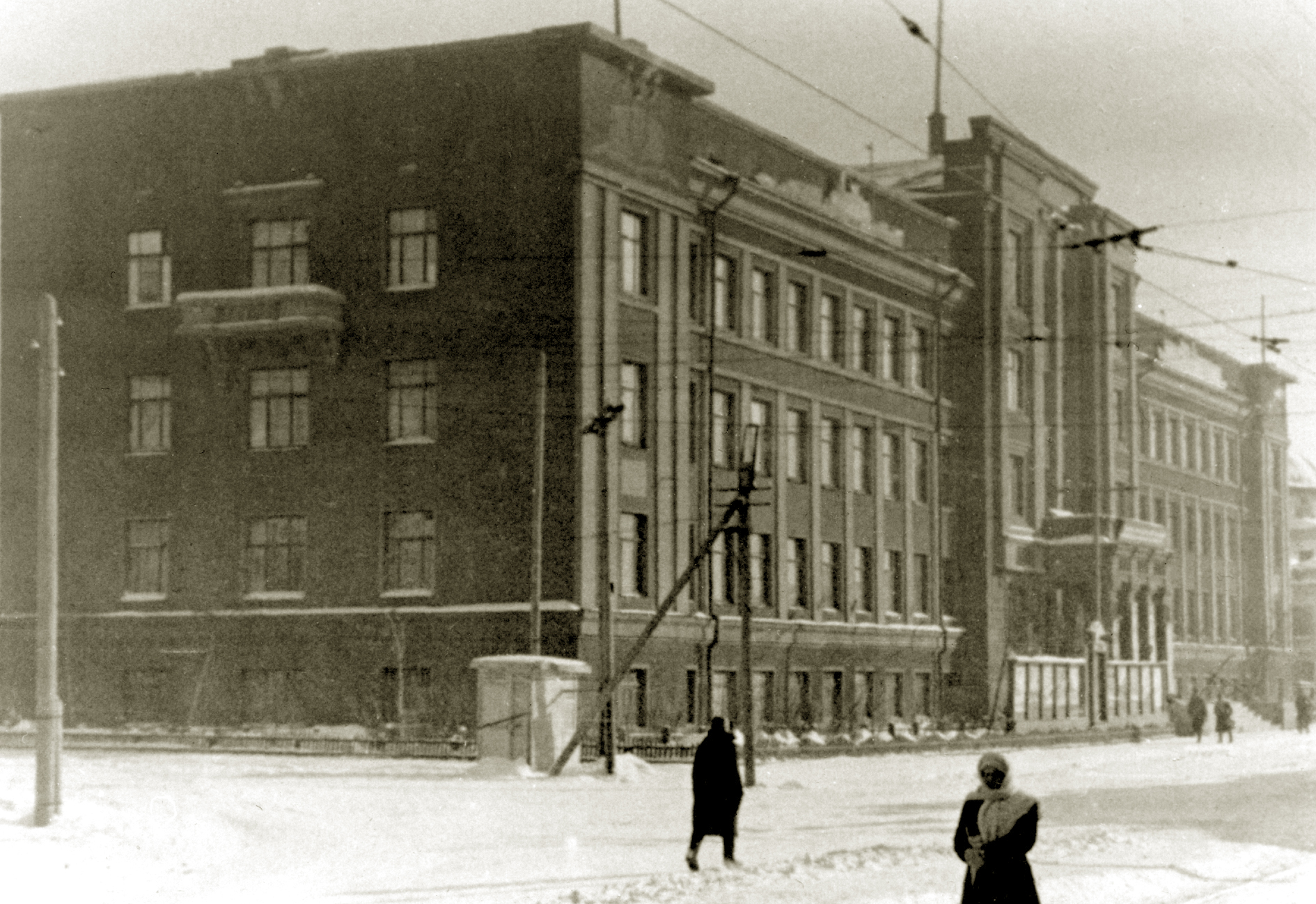
„Tupolew Scharaschka“ TsKB-29 des NKWD in Omsk (1943)

Scharaschka (russisch шарашка [ʂɐˈraʂkə]) waren geheime Forschungs- und Entwicklungslabore des sowjetischen Gulag-Systems von 1930 bis zu den 1950ern. Etymologisch gesehen leitet sich das Wort Scharaschka vom Slangausdruck scharaschkina kontora („Scharaschkas Büro“) ab, der vom Argot-Begriff Scharaga (шарага) abstammt und etwa Organisation von Gaunern und Betrügern bedeutet. Offiziell wurden die speziellen Lager als Sonderkonstruktionsbüro (особое конструкторское бюро, ОКБ) bezeichnet.
Die Häftlinge in einer Scharaschka wurden von der sowjetischen Regierung aus Arbeits- und Straflagern ausgewählt, um unter meist geheimen Bedingungen an wissenschaftlichen und technischen Fragestellungen zu arbeiten. Die Lebensbedingungen waren in der Regel viel besser als in einem durchschnittlichen Gulag, vor allem, weil es keine harte körperliche Arbeit gab und die Verpflegung besser war.
Die Ergebnisse der Forschung in den Scharaschkas wurden in der Regel unter den Namen prominenter sowjetischer Wissenschaftler veröffentlicht, ohne dass die tatsächlichen Forscher, die häufig in Vergessenheit gerieten, erwähnt wurden. Einige der in Scharaschkas inhaftierten Wissenschaftler und Ingenieure wurden während und nach dem Zweiten Weltkrieg (1939–1945) freigelassen.

## Geschichte
Am 15. Mai 1930 erschien das von Kuibyschew und Jagoda unterzeichnete „Rundschreiben des Obersten Rates der Volkswirtschaft und der Politischen Verwaltung der Sowjetunion“ über den „Einsatz von wegen Zerstörung in der Produktion verurteilten Spezialisten“. In diesem Dokument hieß es insbesondere: „Der Einsatz von Schädlingen sollte so organisiert werden, dass ihre Arbeit auf dem Gelände der OGPU stattfindet.“ Diese Vereinigte staatliche politische Verwaltung (russisch Объединённое государственное политическое управление, ОГПУ) war die Geheimpolizei des sowjetischen Innenministeriums.
1930 wurden Leonid Ramsin und andere Ingenieure im fingierten Prompartija-Prozess („Prozess gegen die Industriepartei“) verurteilt. Im Juli 1931 übernahm die OGPU die Kontrolle über das Erlöser-Euthymios-Kloster in Susdal und richtete im darauf folgenden Jahr ein spezielles Gefängnislabor ein (bekannt als Büro für besondere Zwecke oder BON), in dem an der Entwicklung von biologischen Waffen gearbeitet wurde. Oberst Michail M. Faibich, ein Spezialist für Fleckfieber, war der erste Leiter des BON.
Alle der OGPU unterstellten Konstruktionsbüros wurden 1934 aufgelöst und verurteilte Spezialisten freigelassen. Ab 1938 griff die Nachfolgeorganisation NKWD (Volkskommissariat für innere Angelegenheiten) im Rahmen der von Stalin angeordneten Großen Säuberung wieder auf die Arbeitskraft verurteilter Spezialisten zurück. Im September 1938 wurde unter Lawrenti Beria eine Abteilung für Sonderkonstruktionsbüros des NKWD der UdSSR (Отдел особых конструкторских бюро НКВД СССР) eingerichtet (Anordnung des NKWD Nr. 00641 vom 29. September 1938). 1939 wurde die Einheit in Technisches Sonderbüro des NKWD der UdSSR (OTB; Особое техническое бюро НКВД СССР, ОТБ) umbenannt und unter die Leitung von General Valentin Krawtschenko gestellt, der Beria unmittelbar unterstellt war. Im Jahr 1941 erhielt sie den geheimen Namen 4. Sonderabteilung des NKWD UdSSR (4-й спецотдел НКВД СССР). Die Hauptaufgabe war die Entwicklung von Militär- und Spezialausrüstungen:
- Durchführung von Forschungs- und Konstruktionsarbeiten zur Entwicklung neuer Typen von Militärflugzeugen, Flugzeugtriebwerken und Motoren für Marineschiffe
- Artilleriewaffen und -munition
- chemische Angriffs- und Verteidigungsgeräte
- Bereitstellung von Funkkommunikation und Betriebstechnik.

Ab 1945 setzte die Sonderabteilung auch deutsche Kriegsgefangene mit Spezialkenntnissen ein. Die Arbeitsbedingungen der im Rahmen der Aktion Ossawakim verschleppten deutschen Spezialisten sowie die in Sochumi arbeitenden deutschen Wissenschaftler im sowjetischen Atombombenprojekt waren nicht mit Scharaschka-Haft vergleichbar.
Im Jahr 1949 wurde der Aufgabenbereich der Scharaschkas erheblich erweitert. Der MWD-Befehl Nr. 001020 vom 9. November 1949 verfügte die Einrichtung von „Speziellen technischen und Konstruktionsbüros“ für eine Vielzahl von „zivilen“ Forschungs- und Entwicklungsarbeiten, insbesondere in den „entlegenen Gebieten der Union“ mit folgenden Aufgaben:
- Forschungs-, Projektierungs- und Bauarbeiten
- Forschungs- und Projektierungsarbeiten zur Nutzung und Einführung neuer Ausrüstungen
- Mechanisierung arbeitsintensiver Prozesse
- Rationalisierung der Produktion und zur Einsparung von Produktionsmitteln
- Ausrüstungen, Mechanisierung arbeitsintensiver Prozesse, Rationalisierung der Produktion,
- Einsparung von Rohstoffen, Brennstoffen und Energie sowie maximale Nutzung von Rohstoffen, Brennstoffen und Energie
- Einsparung von Rohstoffen, Brennstoffen und Energie sowie die optimale Nutzung der wirtschaftlichen Ressourcen in den neuen abgelegenen Gebieten der Union, die von Unternehmen und Baustellen des Innenministeriums der UdSSR neu erschlossen werden

Die 4. Sonderabteilung des NKWD UdSSR wurde 1953 aufgelöst, als Chruschtschow und andere Mitglieder des Politbüros kurz nach Stalins Tod Beria verhaften und hinrichten ließen.

## Liste von Scharaschka-Gefängnissen (Auswahl)
- Büro für besondere Zwecke (oder BON) als Gefängnislabor in Susdal, in dem etwa 19 führende Pest- und Tularämie-Spezialisten gezwungen wurden, biologische Waffen und Impfstoffe gegen Pest und Milzbrand zu entwickeln. Das Labor war bis 1936 in Betrieb, bis die Wissenschaftler in eine mikrobiologische Einrichtung der Roten Armee auf der Insel Gorodomlja im Seligersee verlegt wurden, um die Gefahr der Ausbreitung von Infektionen auf Moskau und nahegelegene Industriezentren zu vermeiden.[3] Wegen der Angriffe durch die Deutsche Wehrmacht wurde das Labor 1941 nach Saratow evakuiert.
- TsKB-29 oder „Tupolew Scharaschka“ oder Sondergefängnis Nr. 156 Moskau – das größte Luftfahrtdesignbüro in der UdSSR in den 1940er Jahren. Von 1941 bis 1944 befand es sich in Omsk.[5]
- OKB-16 in Kasan im Luftfahrtwerk Nr. 16 für die Entwicklung von Flüssigtreibstoff-Raketentriebwerken, auch „Raketentriebwerk Scharaschka“ genannt.
- OTB-82 oder „Tuschinskaya Scharaschka“ – Gefängniskonstruktionsbüro für Flugzeugtriebwerke, 1938–1940 in Tuschino, Werksnummer 82. Mit Kriegsausbruch wurde die „Tuschinskaya Scharaschka“ zusammen mit dem Werk Nr. 82 nach Kasan verlegt. 1946 wurde das Konstruktionsbüro nach Rybinsk (damals die Stadt Schtscherbakow) in das Motorenbauwerk Nr. 36 verlegt.
- „Funktechnische Scharaschka“ (Abhören, operative Kommunikation usw.) in Balaschicha (Kutschino) bei Moskau in den 1940er und 1950er Jahren[6]
- „Atom-Scharaschka“ in Sochumi in den 1940er und 1950er Jahren zur Trennung von Uranisotopen im sowjetischen Atombombenprojekt
- Forschungsinstitut für Kommunikation oder „Marfinskaya Scharaschka“ in Marfino – Sondergefängnis Nr. 16 des Ministeriums für Staatssicherheit der UdSSR 1948

## Bekannte Scharaschka-Häftlinge

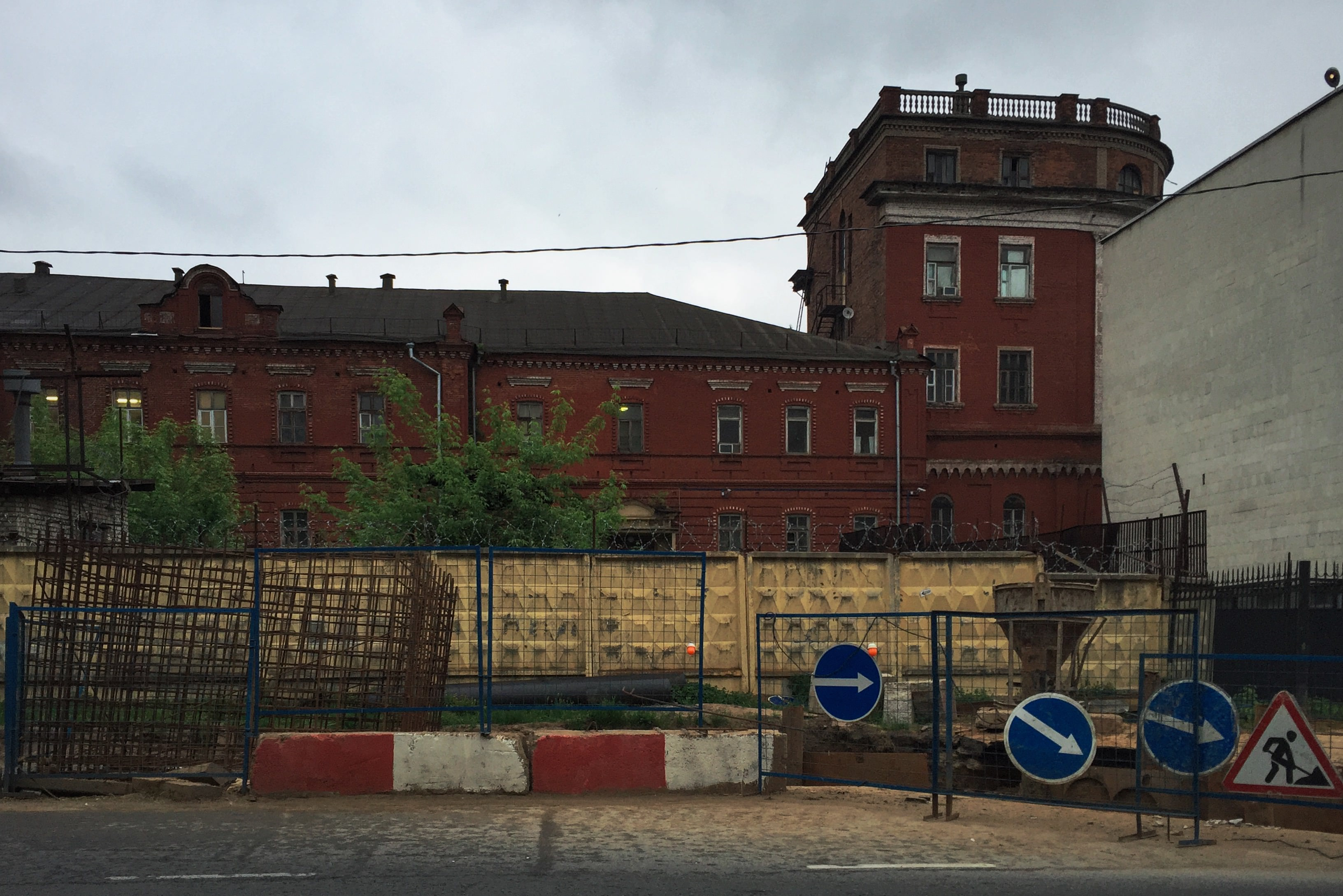
Ehemaliges Gebäude des Labors in Marfino, über das Solschenizyn den Roman Im ersten Kreis schrieb (heute Museum der Kryptographie)

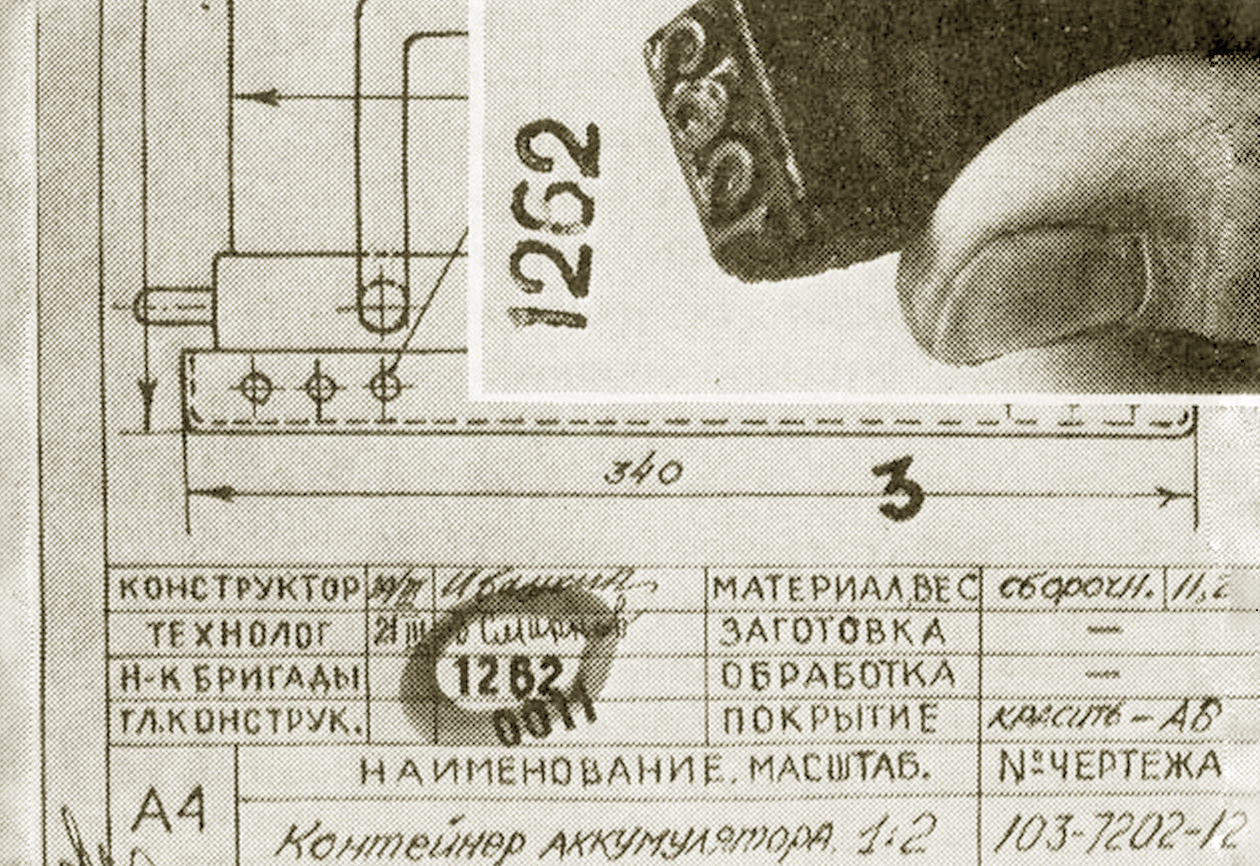
Zeichnung für einen Batteriebehälter, abgestempelt mit Leonid Körbers Nummer (1940)

- Alexander Issajewitsch Solschenizyn, Mathematiker und Schriftsteller, in der „Rybinsker Scharaschka“ und der „Marfino-Scharaschka“. Sein Roman Im ersten Kreis beschreibt das Leben im Scharaschka-Gefängnis in Marfino.
- Lew Sinowjewitsch Kopelew, Schriftsteller, ein weiterer Häftling in Marfino (das Vorbild für Lew Rubin in Im ersten Kreis), Darstellung seiner Erlebnisse in seiner Autobiografie Tröste meine Trauer[7]
- Sergei Pawlowitsch Koroljow, Flugzeug- und Raketenkonstrukteur in der „Tupolew-Scharaschka“ in Omsk und der „Raketentriebwerk Scharaschka“ in Kasan, später Chefkonstrukteur im Sowjetischen Raumfahrtprogramm[2]
- Walentin Petrowitsch Gluschko, Raketenkonstrukteur in der „Raketentriebwerk Scharaschka“ in Kasan, später Chefkonstrukteur für Raketentriebwerke im Sowjetischen Raumfahrtprogramm
- Andrei Nikolajewitsch Tupolew, Chefkonstrukteur der Flugzeugfamilien Tupolew Tu-2 und Tupolew ANT-9 in der „Tupolew-Scharaschka“ in Omsk[8]
- Wladimir Michailowitsch Petljakow, Chefkonstrukteur der Flugzeugfamilien Petljakow Pe-8 u. a. in der „Tupolew-Scharaschka“ in Omsk
- Wladimir Michailowitsch Mjassischtschew, Flugzeugkonstrukteur
- Leonid Lwowitsch Körber, Konstrukteur für Funkanlagen in Flugzeugen, in der „Tupolew-Scharaschka“
- Robert Ljudwigowitsch Bartini (ursprünglich Roberto Oros di Bartini), Flugzeugkonstrukteur
- Nikolai Nikolajewitsch Polikarpow, Flugzeugkonstrukteur (für kurze Zeit verhaftet)
- Alexander Iwanowitsch Putilow, Flugzeugkonstrukteur, in der „Tupolew-Scharaschka“
- Wladimir Antonowitsch Tschischewski, Luftfahrtingenieur, in der „Tupolew-Scharaschka“
- Bronislaw Sigismundowitsch Malachowski, Eisenbahningenieur
- Leon Theremin, Pionier elektronischer Musik, Erfinder des Theremin und einer passiven Wanze
- Nikolai Wladimirowitsch Timoféew-Ressowski, Genetiker und Radiobiologe
- Leonid Konstantinowitsch Ramsin, Dampfkessel-Konstrukteur
- Juri Wassiljewitsch Kondratjuk, Pionier der Astronautik und der Raumfahrt, Erfinder des Swing-by-Manövers
- Chariton Nikanorowitsch Slaworossow, Pilot, in einer Scharaschka in Medweschjegorsk
- Juri Borissowitsch Rumer, Physiker, in der „Atom-Scharaschka“
- Nikolai Albertowitsch Fuchs, Physikochemiker
- Sergei Michailowitsch Nikanorow, führender Spezialist der Erforschung des Pesterregers (Yersinia pestis)[3]
- Sergei Wasiljewitsch Suworow, führender Spezialist der Erforschung des Pesterregers[3]
- Boris Jakowlewitsch Elbert, führender Spezialist des Tularämieerregers (Francisella tularensis)[3]
- Nikolai Akimowitsch Gaiski, führender Spezialist des Tularämieerregers (Francisella tularensis)[3]